# Santa Maria das Barreiras
Santa Maria das Barreiras är en kommun i Brasilien.   Den ligger i delstaten Pará, i den centrala delen av landet, 800 km norr om huvudstaden Brasília. Antalet invånare är 17 198.
Omgivningarna runt Santa Maria das Barreiras är huvudsakligen savann. Trakten runt Santa Maria das Barreiras är nära nog obefolkad, med mindre än två invånare per kvadratkilometer.